# ソウル広津警察署
ソウル広津警察署（ソウルクァンジンけいさつしょ）は、ソウル地方警察庁所管の警察署である。

## 管轄区域
- 広津区

## 沿革
- 1966年11月25日 - 城東警察署から分離して東部警察署開署。管轄区域は城東区のうち聖水洞1街、聖水洞2街、松亭洞、龍踏洞、老遊洞、華陽洞、君子洞、中谷洞、陵洞、毛陳洞、九宜洞、広壮洞、紫陽洞、明逸洞、下一洞、上一洞、高徳洞、吉洞、遁村洞、岩寺洞、千戸洞、城内洞、風納洞、松坡洞、巨餘洞、馬川洞、芳荑洞、石村洞、二洞、五禁洞、可楽洞、文井洞、蚕室洞、新川洞、三成洞、三田洞、水西洞、紫谷洞、栗峴洞、長旨洞、瑞草洞、蚕院洞、盤浦洞、良才洞、牛眠洞、院趾洞、内谷洞、新院洞、廉谷洞、逸院洞、細谷洞、駅三洞、浦二洞、開浦洞、道谷洞、論峴洞、新沙洞、鶴洞、狎鴎亭洞、清潭洞、大峙洞。
- 1975年10月1日 - 江南区設置に伴い管轄区域が城東区のうち聖水洞1街、聖水洞2街、松亭洞、龍踏洞、老遊洞、華陽洞、君子洞、中谷洞、陵洞、毛陳洞、九宜洞、広壮洞、紫陽洞と江南区になる。
- 1976年12月20日 - 江南警察署開設にともない江南区を管轄から外す。管轄区域が城東区のうち聖水洞1街、聖水洞2街、松亭洞、龍踏洞、老遊洞、華陽洞、君子洞、中谷洞、陵洞、毛陳洞、九宜洞、広壮洞、紫陽洞になる。
- 1995年3月1日 - 城東区から広津区が分離したのに伴い管轄区域が城東区のうち聖水洞1街、聖水洞2街、松亭洞、龍踏洞と広津区になる。
- 2006年3月1日 - ソウル広津警察署に名称を変更。城東区にある6派出所をソウル城東警察署に移管。管轄区域が広津区のみになる。

## 管轄地区隊
- 華陽地区隊
- クァンナル地区隊

## 管轄派出所
- 中谷派出所
- 中谷2派出所
- 中谷4派出所
- 紫陽派出所
- 紫陽2派出所
- 紫陽4派出所